# Gluviopsona lahavi
Espèce
Gluviopsona lahavi est une espèce de solifuges de la famille des Daesiidae.

## Distribution
Cette espèce est endémique d'Israël. Elle se rencontre vers Lahav.

## Étymologie
Son nom d'espèce lui a été donné en référence au lieu de sa découverte, Lahav.

## Publication originale
- Levy & Shulov, 1964 : The Solifuga of Israel. Israel Journal of Zoology, vol. 13, p. 102-120.